# Анкудінов (острів)
Анкудінов — річковий острів у дельті Дунаю на території України.

## Розташування
Адміністративно належить до міста Вилківської міської громади Ізмаїльського району Одеської області. Є частиною Дунайського біосферного заповідника.
На сході омивається Чорним морем, на півночі — Анкудінове гирло, на заході — Казейкін жолобок, на півдні — Відніжне гирло. Всі зазначені є частинами Очаківського гирла, яке, відповідно, є частиною Кілійського гирла Дунаю.

## Опис
Площа острова — 84,5 км². Довжина — 14,3 км, ширина — 13,4 км.

## Населення
Острів заселений з середини XVII століття. Раніше тут знаходився чоловічий монастир Петра і Павла, де жило до 80 ченців. У радянський період тут працювала середня школа. Зараз тут проживає кілька родин старовірів.

## Кліматограма
| Кліматограма острова Анкудінов                                                                 | Кліматограма острова Анкудінов | Кліматограма острова Анкудінов | Кліматограма острова Анкудінов | Кліматограма острова Анкудінов | Кліматограма острова Анкудінов | Кліматограма острова Анкудінов | Кліматограма острова Анкудінов | Кліматограма острова Анкудінов | Кліматограма острова Анкудінов | Кліматограма острова Анкудінов | Кліматограма острова Анкудінов |
| ---------------------------------------------------------------------------------------------- | ------------------------------ | ------------------------------ | ------------------------------ | ------------------------------ | ------------------------------ | ------------------------------ | ------------------------------ | ------------------------------ | ------------------------------ | ------------------------------ | ------------------------------ |
| С                                                                                              | Л                              | Б                              | К                              | Т                              | Ч                              | Л                              | С                              | В                              | Ж                              | Л                              | Г                              |
| 110 2 −3                                                                                       | 30 1 −3                        | 21 8 2                         | 35 14 8                        | 71 20 13                       | 85 23 17                       | 51 26 18                       | 43 27 19                       | 44 24 17                       | 56 14 8                        | 61 12 4                        | 90 6 1                         |
| Середня макс. і мін. температури повітря (°C) Атмосферні опади (мм), за рік : 697 мм. Джерело: |                                |                                |                                |                                |                                |                                |                                |                                |                                |                                |                                |